# Kiwi Farms
Kiwi Farms，前身為CWCki Forums（/ˈkwɪki/ KWIH-kee），是專門讨论、骚扰网络紅人與相關社群的网络论坛。他們經常透過组织化的群体，對鎖定的目標耍白目、網路騷擾、人肉搜索。甚至在现实世界中騷擾他們。最少有三位自殺受害者，被指與Kiwi Farms用戶的骚扰有关。
Kiwi Farms涉及多起争议和骚扰活动，导致多家互联网服务提供商屏蔽該網站、或拒绝對其提供服务。在基督城清真寺槍擊案发生后，部份新西兰互联网服务提供商還封锁該网站。2021年，非二元性別软件开发者Near在受该网站用戶针对性的骚扰而自杀后，DreamHost停止提供Kiwi Farms的域名注册服务。2022年9月，Cloudflare以「迫在眉睫的生命威脅」（an imminent and emergency threat to human life）为由封锁了Kiwi Farms。在短暫恢復后，The Daily Dot证实VanwaTech正在为Kiwi Farms提供内容分发网络服务，以求恢复上线。2022年9月，Kiwi Farms数据泄露，範圍包含其用户的IP位置、电子邮件信箱、密码等。

## 历史
Kiwi Farms是由8chan前管理員Joshua Conner Moon（网名「Null」）于2013 年创立。該論壇最初旨在惡意騷擾並攻擊一位同人作家，其於2007年的嚇人玩意開始受到注意。:8–9 : 8–9 之後有Encyclopedia Dramatica的用戶建立了該作家的條目。然而有部份網友對Encyclopedia Dramatica條目的準確與完整性表達不滿，並建立了專門的Wiki；該Wiki以該作家真名的三個首字母命名為「CWCki」，詳細記載其個人資訊與作品。Kiwi Farms最初名為「CWCki Forums」，但在2014年更名为「Kiwi Farms」。其用戶之後還開始騷擾其他用戶，主要對象包括少数族裔、女性、 LGBTQ、神经多样性、被Kiwi Farms用户视为精神病患者或性变态者、女权主义者、記者、網路名人、电子游戏與漫画爱好者等。
根據Kiwi Farms的管理員表示，截至2022年，每日登入用戶約為16,000名。曾被該網站鎖定的Katelyn Burns將網站形容為「活在網路中的人，成員從極右翼與恐跨女性主義者，到喜歡隔岸觀火的邊緣左翼，政治意識形態光譜可謂遼闊，」並注意到他們「對跨性別特別有興趣，並使用『troons』稱呼他們：該詞為混合『tranny』與『goon』的貶義詞。」

## 騷擾
受Kiwi Farms社群針對的目标，经常飽受組織性的恶意攻击、跟踪與骚扰。騷擾範圍甚至會延伸至現實世界。社群的主要目標為跨性别、身心障礙、或是被認定具神经多样性的人。其成員會把目標称为「lolcows」，該詞源自「milked for laughs」（用以取樂）一詞，因而得名。 他们的手段包括人肉搜索 、令目標失業、假報警讓警察突襲其家、還有骚扰他们的家人和朋友等。Kiwi Farms的骚扰活动可持续数月以至数年，甚至是直到目标自杀為止。Kiwi Farms的所有者Moon與其用户，都被形容为反犹太主义者，有用户甚至會針對性辱罵皈依犹太教的跨性别者。
跨性别活动家兼Twitch主播的加拿大人克拉拉·索伦蒂网名「Keffals」就曾遭Kiwi Farms用戶網路霸凌：該網站用戶針對她本人、朋友和家人進行人肉搜索，洩漏資訊包括地址、電話等。除此之外，用戶還張貼她的色情照片、盗用身份、做出死亡威胁等。2022年8月，有該網站用戶冒用Keffals身份向当地政府威胁要實行大规模暴力，警方隨後逮捕了她，並將她拘留超過十小时。警方事後承認該案為假報警，Keffals没有任何不当行为。Kiwi Farms用戶之後还張貼了与她毫無關係，卻住同一城市的同姓男子地址，結果警方也突襲了該男子住所。在假報警事件后，Keffals表示为了安全起见而住进飯店。Kiwi Farms用户在Keffals張貼她的猫躺在床上的照片后按圖索驥，认出了她所住的飯店，並假借其旧名訂了多份披萨。她在事后的视频中表示：「披萨本身显然不是问题。對方是想藉此威脅，表示他們知道自己行蹤且願意行動。」据报道，有人入侵了Keffals的Uber账户。在行蹤曝光後，Keffals逃离了加拿大。这些事件後來以刑事骚扰為方向调查，而Keffals表示她打算采取法律行动。Keffals还发起一場向Cloudflare施压的运动，要求別再提供該網站服务。
2022年8月24日，美国众议员玛乔丽·泰勒·格林在接受Newsmax采访时表示，她曾被自称是Kiwi Farms版主「AltisticRight」的人骚扰两次。格林在表達希望能关闭该网站時表示：「任何企业或任何服务都不应该让你把敌人当作攻击目标。这简直荒谬，这正是民主党希望在全国范围内出现的那种无法无天的现象。」Cloudflare後來暂停允许该网站其自定义错误信息。
一位使用笔名「Pxie」的政治主播在美国联邦诉讼中声称，在2024年11月，Kiwi Farms上出現一段她在做性行为的视频，之后影片被传播到色情网站上、而她收到了「数以百的侮辱和骚扰」；由于该视频在网上瘋傳，她「越来越感到羞辱、羞愧和沮丧，甚至开始動念自杀」。

### 服务终止
Kiwi Farms使用了美国托管和网络安全服务提供商Cloudflare的服务，包括DDoS保护、通过其内容交付网络进行分发等。2022年8月，在Keffals的骚扰活动后，開始有網民要求Cloudflare停止服务该网站。 NBC新闻声称这样做是为了对Kiwi Farms发动「破坏性的虚拟攻击」。起初Cloudflare为提供Kiwi Farms服務進行辩护，但在2022年9月3日，Cloudflare 正式停止為该网站服务。试图访问该网站的人会見到一條說明由於「迫在眉睫的生命威脅」，而必須停止服務的的系統错误消息。  Cloudflare首席执行官Matthew Prince表示，公司采取行动是因為「Kiwifarms网站上的言论，還有具体及有针对性的威胁，在48小时内不断升级」。其他中间件提供商也纷纷停止对Kiwi Farms提供服務，例如hCaptcha等。
虽然由于Cloudflare的决定，该网站曾短暂下线，但之後又於2022年9月4日「断断续续」地重新上线，服務由俄罗斯服务提供商DDoS-Guard和一个在2021年7月12日注册的俄罗斯域名提供。   NBC分析师、前FBI反间谍助理局长Frank Figliuzzi表示，通过切换到俄罗斯服务器，Kiwi Farms「很容易成为国内恐怖的更大威胁」。 DDoS-Guard于2022年9月5日停止向Kiwi Farms提供服务，也讓该网站的俄罗斯域名无法访问。 互联网档案馆也把Kiwi Farms排除在Wayback Machine的存档之外。 
Moon之後宣稱Kiwi Farms下线是「有组织的攻击」，称「有一群犯罪分子试图將行为嫁禍給论坛」，以為「职业受害者提供散播言论的机会」。Moon还评论说，他认为Kiwi Farms不可能持續在线。2022年9月6日，The Daily Dot证实VanwaTech正在为该网站提供内容分发网络服务，因此将其恢复上线。 其他VanwaTech基础设施上运行的网站，包括每日冲锋和8chan在內，也因此開始難以訪問。

### 骚扰对象自杀
据了解，Kiwi Farms用户的骚扰活动已令至少三人自杀。Kiwi Farms社群将迫使目标自杀视为自己的目标，并在网站上设置来庆祝此类死亡的计数器。:55, 61他们利用社交媒体举报系统大规模举报骚扰目标发布的表达自杀想法或意图的帖子，藉此减少目标获得帮助的可能性。:91
2013年，美国电子游戏开发者克洛伊·萨加尔（Chloe Sagal）成为Kiwi Farms的目标。此前， Eurogamer报道称，萨加尔在Indiegogo众筹平台上的众筹活动被标记为“可疑活动”。萨加尔在该平台上筹集了超过3万美元，用于治疗金属中毒，以清除车祸中的弹片。但Eurogamer报道称，萨加尔实际上打算将这笔资金用于变性手术。萨加尔后来于2018年6月19日自焚身亡，多篇报道将此归咎于Kiwi Farms多年来的骚扰。
2016年，加拿大女子Julie Terryberry在遭到Kiwi Farms用户持续骚扰后自杀身亡。Joshua Moon事後在论坛上发帖称Kiwi Farms及其用户对其自杀不负任何责任。
2021年6月27日，以開發视频游戏模拟器higan的化名开发人员Near發推稱自己一生飽受欺凌，但之後Kiwi Farms用戶開始長期騷擾他。在發推時，欺凌漸漸以該網站用戶為中心，「令騷擾不斷加劇」。Near表示該網站成員持續人肉搜索自己、還有他的朋友們。這些用戶也會慫恿他們自殺、並嘲笑他是自閉症患者。6月28日，赫克托·馬丁發表了Google文件的連結，稱作者為他自己和Near的朋友。文件中表示Near已自殺身亡、並指責Kiwi Farms的騷擾與謀殺無異。馬丁之後表示與警方交谈後，证实Near已于前日死亡。2021年7月23日，《今日美國》和Near的前雇主確認其死訊。

### 诽谤诉讼
2023年5月，开发者的权益倡导人Liz Fong-Jones对总部位于布里斯班的Flow Chemical公司及其董事Vincent Zhen提起了诽谤诉讼。Jones称该公司帮助Kiwi Farms维持其在线业务；而Kiwi Farms則持續騷擾和人肉搜索她，還有其他LGBTQ人士。由于Flow Chemical和Zhen未就此案进行辩护，法院于2023年7月对他们做出了不利的临时判决，并于2023年10月责令其向Fong-Jones支付A$445,000及相關訴訟費用。

## 其他争议

### 基督城清真寺槍擊案
2019 年 3 月，Kiwi Farms重新发布了 2019 年基督城清真寺槍擊案凶手布伦顿·塔兰特的直播和宣言。此后不久，网站所有者Joshua Moon公开拒绝了新西兰警方自愿交出有关枪击案帖子的所有数据（包括论坛发帖人的电子邮件地址和IP 地址）的请求、並对此进行了激烈而嘲讽的回应，称新西兰為「粪坑国家」，并表示自己「一点也不在乎你们的同性恋法第50条（指2008 年《警察法》 ）关于分享（新西兰警方的）电子邮件的规定」。 他认为该请求試圖审查網路，并坚持认为新西兰当局「没有权力从互联网上删除视频」、也「没有法律权限监禁所有发布视频的人」。 Kiwi Farms 是袭击发生后新西兰互联网服务提供商封锁的几个网站之一。在新西兰，被发现持有或分享袭击图像或视频的人，将可能面临14年监禁的指控。

### My Immortal同人小说作者
2017 年，Tumblr用户兼青少年小说作家羅斯·克里斯托（Rose Christo）声称她是哈利·波特同人小说《My Immortal》的作者，克里斯托表示她写这本书是为了寻找失踪的弟弟，並宣布麦克米伦出版社将出版一本回忆录《Under the Same Stars: The Search for My Brother and the True Story of My Immortal》，讲述这部同人小说的创作过程、她童年遭受的虐待、還有作为美洲原住民，在纽约寄养系统中的经历。在Kiwi Farms用戶開始在網站討論克里斯托说法的论坛帖子後，其弟回复称她的故事几乎全是假的，包括美洲原住民血统、他们去过寄养家庭、以及她寻找弟弟的历程等。这些是該回忆录的核心。克里斯托随后承认她伪造了支持她的故事的文件，但坚称她写了《My Immortal》。麦克米伦出版公司之後取消出版她的回忆录。